# 大鰭魮脂鯉
大鰭魮脂鯉，中文俗名黑扯旗鱼，為輻鰭魚綱脂鯉目脂鯉科的其中一個種。

## 分布
本魚分布於南美洲巴拉圭河上游與 Guapore 河流域。

## 特徵
本魚體色為透明的銀灰色，內部器官清晰可見，肩部有一塊明顯的黑斑，眼眶周圍有一道金邊。奇特的是雌魚有一個絢麗的紅色脂鰭。體長約3.6公分。

## 生態
本魚棲息在溪流和湖泊中，性情溫和，屬雜食性，以蠕蟲、甲殼動物與昆蟲等為食 。

## 經濟利用
為觀賞性魚類，飼養時須給予酸性軟水，才能健康生長與繁殖。親魚會吃魚卵，故飼養繁殖仍有困難，魚卵對陽光很敏感，易碎裂。可與其他魚種混養，但還是設個專門飼養。